# Vlag van Ouderkerk (Zuid-Holland)

Vlag van de gemeente Ouderkerk
(1985-2015)

De vlag van Ouderkerk is op 26 september 1985 vastgesteld als de officiële gemeentelijke vlag van de Zuid-Hollandse gemeente Ouderkerk. Deze gemeente was ontstaan uit de voormalige gemeenten Gouderak en Ouderkerk aan den IJssel. De vlag wordt als volgt beschreven:
Gekwartileerd van wit en rood rond een punt op 1/3 van de vlaglengte; aan de broeking boven drie zwarte wassenaars, geplaatst twee en een, gericht naar de broek, onder een gele zespuntige ster.
De vlag is afgeleid van de symbolen uit de wapens van de voorgaande gemeenten. Hij toont aan de broeking boven het beeld van het wapen van Ouderkerk aan den IJssel en onder dat van het wapen van Gouderak.
Op 1 januari 2015 is Ouderkerk opgegaan in de fusiegemeente Krimpenerwaard. De vlag is daardoor als gemeentevlag komen te vervallen. 

## Verwante afbeeldingen

Het wapen van Ouderkerk
Het wapen van Ouderkerk aan den IJssel
Het wapen van Gouderak

Alkemade 
· Ameide 
· Ammerstol 
· Arkel 
· Asperen 
· Benthuizen 
· Bergambacht 
· Bergschenhoek 
· Berkel en Rodenrijs 
· Bernisse 
· Binnenmaas 
· Bleiswijk 
· Bleskensgraaf en Hofwegen
· Bodegraven 
· Boskoop
· Brielle 
· Cromstrijen 
· De Lier 
· Delfshaven 
· Dirksland 
· Everdingen 
· Geervliet 
· Giessenburg 
· Giessenlanden
· Goedereede 
· Goudswaard 
· Graafstroom 
· 's-Gravendeel 
· 's-Gravenzande 
· Groot-Ammers
· Hagestein 
· Haastrecht 
· Hazerswoude 
· Heenvliet 
· Heerjansdam 
· Hei- en Boeicop
· Heinenoord
· Hellevoetsluis 
· Hillegersberg
· Jacobswoude
· Kamerik
· Korendijk
· Koudekerk aan den Rijn
· Krimpen aan de Lek
· Langerak
· Leerdam
· Leidschendam
· Leimuiden
· Lexmond
· Liemeer
· Liesveld
· Maasland
· Middelharnis
· Mijnsheerenland
· Moerhuizen
· Moerkapelle
· Molenwaard
· Monster
· Moordrecht
· Naaldwijk
· Nederlek
· Nieuw-Beijerland
· Nieuwerkerk aan den IJssel
· Nieuw-Lekkerland
· Nieuwpoort
· Nieuwveen
· Noordwijkerhout
· Nootdorp
· Numansdorp
· Oostflakkee
· Oostvoorne
· Oud-Alblas
· Oud-Beijerland 
· Oude-Tonge 
· Oudenhoorn 
· Ouderkerk 
· Ouderkerk aan den IJssel
· Overschie
· Piershil 
· Pijnacker 
· Poortugaal 
· Puttershoek 
· Reeuwijk 
· Rhoon 
· Rijnsaterwoude 
· Rijnsburg 
· Rijnwoude 
· Rockanje 
· Rozenburg 
· Sassenheim 
· Schelluinen 
· Schipluiden 
· Schoonhoven 
· Schoonrewoerd 
· Sommelsdijk 
· Spijkenisse 
· Streefkerk 
· Strijen 
· Ter Aar 
· Valkenburg 
· Vianen 
· Vierpolders 
· Vlist 
· Voorburg 
· Voorhout 
· Warmond 
· Wateringen 
· Westmaas 
· Westvoorne 
· Woerden 
· Woubrugge 
· Zederik 
· Zevenhoven 
· Zevenhuizen 
· Zevenhuizen-Moerkapelle 
· Zuid-Beijerland 
· Zuidland 
· Zwammerdam 
· Zwartewaal